# Srbija do Tokija

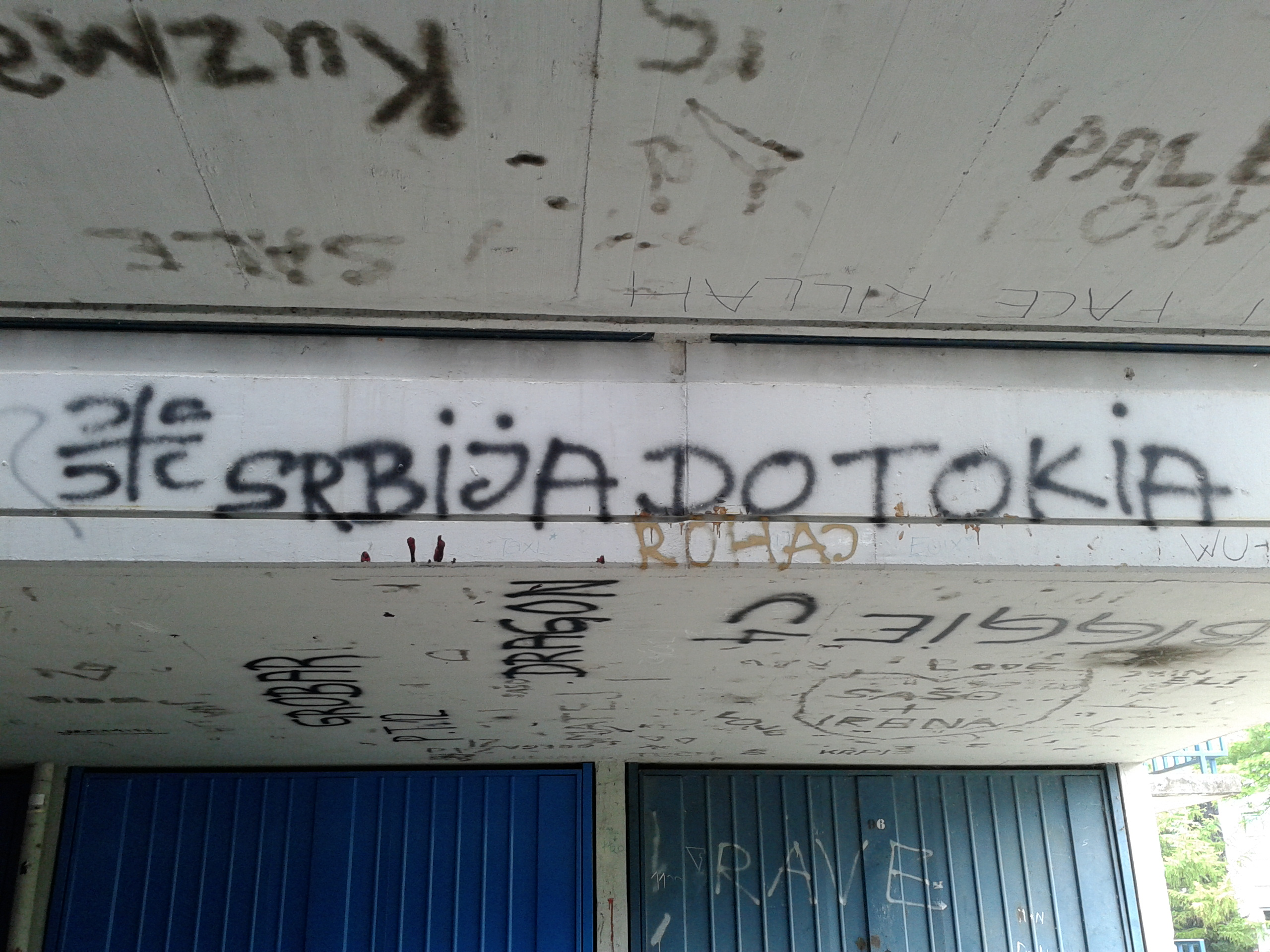
Graffiti nacionalista en el complejo de garajes de Fužine

Srbija do Tokija(cirílico serbio: Србија до Токија), que significa "Serbia a Tokio", es un eslogan y latiguillo que se remonta a principios de la década de 1990. En 1991, el club de fútbol serbio (entonces yugoslavo) Estrella Roja de Belgrado ganó la Copa de Europa y el titulo mundial en Tokio, Japón, ganando la Copa Intercontinental. Este fue el mayor éxito de cualquier club de fútbol en Yugoslavia, y fue muy envidiado por las otras naciones en el momento del aumento de las tensiones étnicas La frase ha sido utilizada por los fanáticos del fútbol serbio para burlarse de los fanáticos de grupos étnicos rivales al comienzo de las Guerras Yugoslavas de la década de 1990.
La frase es evocada tanto por los nacionalistas serbios como por los serbios que se burlan en broma del excepcionalismo serbio por igual.

## Origen de la frase
El 29 de mayo de 1991, cuando las relaciones interétnicas en Yugoslavia se estaban tensado, el Estrella Roja derrotó al equipo francés Olympique de Marsella para ganar la Copa de Europa, siendo el primer equipo Yugoslavo en hacerlo. Como ganadores de la Copa de Europa, Estrella Roja de Belgrado ganó un puesto en la Copa Intercontinental, el cual se realizó en el Estadio Nacional de Tokio. Los fanáticos exultantes acuñaron la frase para glorificar la próxima aventura de su equipo.
El 8 de diciembre de 1991, el Estrella Roja ganó la Copa Intercontinental, derrotando al equipo chileno Colo-Colo. Para entonces, la tensión que había subyugado en el partido de la Copa de Europa se había convertido en las guerras yugoslavas, con una guerra de corta duración en Eslovenia y una guerra a gran escala en Croacia. En este contexto, las asociaciones de la frase con la victoria serbia la hicieron particularmente atractiva para los nacionalistas y militaristas.